# Invasió alemanya de Bèlgica (1914)
La invasió alemanya de Bèlgica va començar el 4 d'agost de 1914.
Amb anterioritat, el 24 de juliol, el govern belga va anunciar que mantindrien la seva neutralitat en el cas d'iniciar-se una guerra. El govern belga va mobilitzar les seves forces armades el 31 de juliol i Alemanya va proclamar un estat de Kriegsgefahr (perill de la guerra). El 2 d'agost, el govern alemany va enviar un ultimàtum a Bèlgica, exigint el pas pel país i les forces alemanyes van envair Luxemburg. Dos dies més tard, el Govern belga va rebutjar les demandes i el Govern britànic va garantir el suport militar a Bèlgica. El govern alemany va declarar la guerra a Bèlgica el 4 d'agost. Les tropes van travessar la frontera i van atacar la ciutat belga de Lieja.
L'objectiu de les operacions militars alemanyes a Bèlgica era portar els 1r, 2n i 3r Exèrcits fins a les posicions des d'on podien envair França, el que va portar als setges de fortaleses belgues al llarg del riu Mosa fins a Namur, després de la caiguda de Lieja el 7 d'agost i la rendició dels últims forts els dies 16 i 17 d'agost. El govern belga va abandonar la capital, Brussel·les, el 17 d'agost i després de lluitar al riu Gete, l'exèrcit de campanya belga es va retirar cap a l'oest, fins a la línia defensiva d'Anvers el 19 d'agost. Brussel·les va ser ocupada l'endemà i Namur va ser assetjada el 21 d'agost.
Després de les batalles de Mons i de Charleroi, la major part dels exèrcits alemanys van marxar cap al sud a França, deixant petites forces en la guarnició de Brussel·les i als ferrocarrils belgues. El III Cos de Reserva va avançar cap a la zona fortificada al voltant d'Anvers i una divisió del IV Cos de Reserva es va fer càrrec de Brussel·les. L'exèrcit de campanya belga va fer diverses sortides d'Anvers a finals d'agost i setembre, per a fustigar les comunicacions alemanyes i ajudar els francesos i al Cos Expedicionari Britànic (BEF), per a mantenir a les tropes alemanyes en Bèlgica. Per a rebutjar una sortida belga entre el 9 i 13 de setembre, es va posposar la retirada de tropes alemanyes que anaven a reforçar els principals exèrcits a França, i un cos d'exèrcit es va mantenir en trànsit en Bèlgica durant diversos dies. La resistència belga i la por alemanya pels francs-tireurs (franctiradors), van portar als alemanys a posar en pràctica una política de Schrecklichkeit (horror) contra els civils belgues poc després de la invasió, en la qual es van dur a terme massacres, execucions, presa d'ostatges, i la crema de ciutats i pobles i que es va conèixer com la «violació de Bèlgica».
Mentre que els exèrcits francesos i el BEF van dur a terme la Gran retirada a França (24 d'agost - 28 de setembre), petits destacaments dels exèrcits belgues, francesos i britànics, es van enfrontar a Bèlgica contra la cavalleria alemanya i les unitats Jäger. El 27 d'agost, una esquadrilla de la Royal Naval Air Service (RNAS) va volar cap a Oostende, per a realitzar sortides de reconeixement aeri entre Bruges, Gant i Ieper. Els infants de marina britànica van desembarcar a França el 19-20 de setembre i van començar l'exploració de la Bèlgica desocupada amb automòbils; la RNAS va crear una secció d'automòbils blindats, creat amb vehicles reforçats amb acer a prova de bales. El 2 d'octubre, la brigada de marina de la Royal Naval Division (Divisió Naval Real) es va traslladar a Anvers, seguida per la resta de la divisió el 6 d'octubre. Del 6 al 7 d'octubre, la 3a i 7a divisió de cavalleria van desembarcar a Zeebrugge, i les forces navals recollides a Dover van formar la Dover Patrol (Patrulla de Dover), per operar al canal i a la costa francesa a la frontera amb Bèlgica. Tot i el petit reforç britànic, el setge d'Anvers va acabar quan el seu anell defensiu de forts va ser destruït per l'artilleria pesant alemanya. La ciutat va ser abandonada el 9 d'octubre i les forces aliades es van retirar a Flandes Occidental.
Al final de la cursa cap al mar (17 de setembre - 19 d'octubre), es va iniciar un període d'intents recíprocs dels alemanys i franco-britànics per a flanquejar als seus enemics en el flanc occidental, ja que es van estendre cap al nord pel riu Aisne, a través de la Picardia, Artois i Flandes. Les operacions militars a Bèlgica es van moure cap a l'oest, des d'Anvers fins a la zona propera amb la frontera amb França. L'exèrcit belga es va enfrontar en una batalla de l'IJzer (16-31 d'octubre) des del sud de Nieuwpoort fins a Diksmuide. El 4r Exèrcit va atacar cap a l'oest i els francesos, els britànics i algunes tropes belgues van lliurar la primera batalla d'Ieper (19 d'octubre - 22 de novembre) contra els 4t i 6è Exèrcits.
El novembre de 1914, la major part de Bèlgica estava sota l'ocupació alemanya i els Aliats assetjats. El 26 d'agost de 1914, es va establir una administració militar, el Kaiserliches Deutsches Generalgouvernement Belgien, per a governar Bèlgica a través del sistema administratiu belga anterior a la guerra, supervisat per un petit grup d'oficials i funcionaris alemanys. Bèlgica es va dividir en tres zones administratives: la governació general, que incloïa Brussel·les i l'interior del país; una segona zona, en el marc del 4t Exèrcit, que incloïa Gant i Anvers; i una tercera zona sota el control de la Kaiserliche Marine (marina de guerra alemanya) al llarg de la costa. L'ocupació alemanya es va mantenir fins a finals de 1918.

## Antecedents

### Desenvolupaments estratègics

#### La neutralitat belga
El Tractat de Londres de 1839 va reconèixer a Bèlgica com un Estat independent i neutral. Fins al 1911, l'anàlisi estratègica belga preveia que si arribava la guerra, els alemanys atacarien França través de la frontera franco-alemanya i atraparien als exèrcits francesos contra la frontera belga, com ho havien fet en 1870. Les garanties britàniques i franceses de la independència de Bèlgica van ser fetes abans de 1914, però l'agregat militar britànic va preveure la possibilitat de desembarcaments a Anvers en 1906 i en 1911, el que va portar als belgues a sospitar que els britànics havien arribat a veure la neutralitat belga com una qüestió d'avantatge diplomàtic i militar britànic, en lloc de com un fi en si mateix.

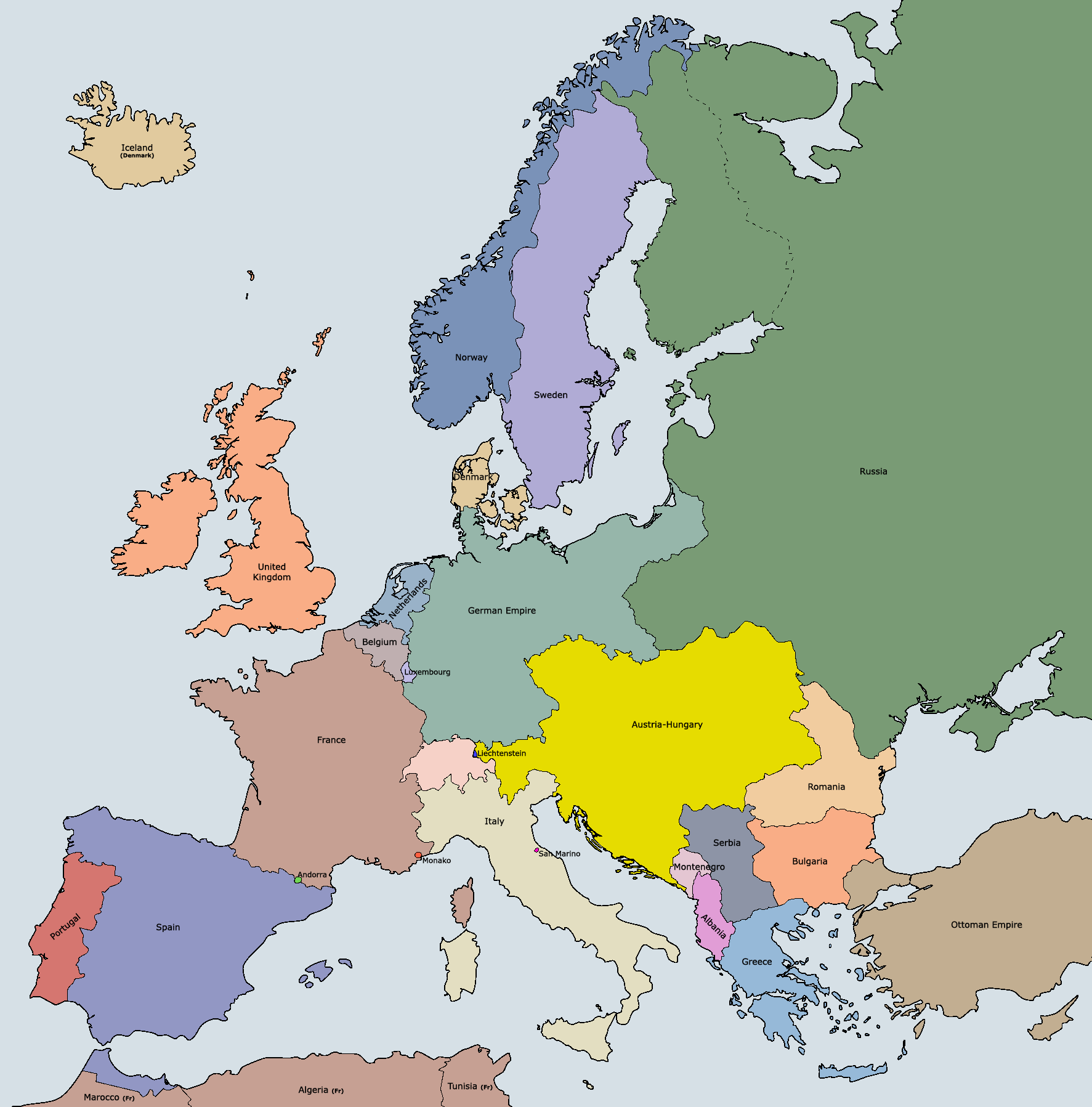
Mapa d'Europa, 1914

L'incident d'Agadir de 1911 va deixar al govern belga amb pocs dubtes pel que feia el risc d'una guerra europea i una probable invasió alemanya de Bèlgica. El setembre del 1911, una reunió del govern va arribar a la conclusió que Bèlgica havia d'estar preparada per a resistir una invasió alemanya, per a evitar acusacions de la col·lusió dels governs britànic i francès. Gran Bretanya, França i els Països Baixos també devien ser tractades com a enemics potencials.
En 1913 i 1914, els alemanys van fer preguntes a l'agregat militar belga a Berlín sobre el pas de les forces militars alemanyes a través de Bèlgica. Si fos envaïda, Bèlgica necessitaria ajuda estrangera, però no tractaria a les potències estrangeres com a aliats o com a objectius més enllà del manteniment de la independència de Bèlgica. La neutralitat va obligar el govern belga a fer una estratègia d'independència militar, basat en un programa de rearmament que va començar en 1909 i que s'esperava que es completés en 1926. El pla belga era tenir tres cossos d'exèrcit, per a reduir l'avantatge numèric dels exèrcits alemanys sobre els francesos, destinats a dissuadir una invasió alemanya.
El servei militar obligatori es va iniciar en 1909, però amb una reducció en la durada del servei a quinze mesos; l'incident d'Agadir va fer que el govern continués amb la preparació, però fins a 1913 la mida de l'exèrcit no es va fixar com una proporció de la població. El reclutament anual de 13.300 reclutes es va augmentar a 33.000 per tal d'aconseguir un exèrcit de 180.000 homes. Els homes grans van continuar servint com a tropes de guarnició i es preveia que en 1926 estarien disponibles 340.000 homes. La implementació del nou règim havia interromput l'anterior, però encara no havia entrat en vigor en 1914.
Durant la crisi sobre l'assassinat de Francesc Ferran, els regiments van ser dividits i es van incorporar a l'exèrcit vuit classes de reclutament, per a proporcionar 117.000 homes per a l'exèrcit de campanya i 200.000 soldats per a les fortaleses. L'exèrcit belga va planejar la defensa integral en lloc de concentrar l'exèrcit contra una amenaça determinada. Les defenses belgues havien de concentrar-se en un «Reducte Nacional» en Anvers, amb l'exèrcit de campanya situat al centre del país, a 60 km de la frontera, a punt per maniobrar per a retardar una invasió, mentre que les fronteres estaven protegides per les posicions fortificades de Lieja i Namur.
La violació de l'article VII del Tractat de Londres, per la invasió alemanya de Bèlgica al 4 d'agost de 1914, va ser el casus belli donat pel govern britànic per a declarar la guerra a Alemanya.

### Els plans de guerra

#### Bèlgica. El Reducte Nacional de Bèlgica
La planificació militar belga es basava en el supòsit que altres potències expulsarien a l'invasor. No es va tenir en compte la probabilitat d'una invasió alemanya perquè França i la Gran Bretanya es veien com a aliats o perquè l'Entente Cordiale (1904) havia conduït als belgues a percebre que l'actitud britànica sobre Bèlgica seria la de protegir-la.

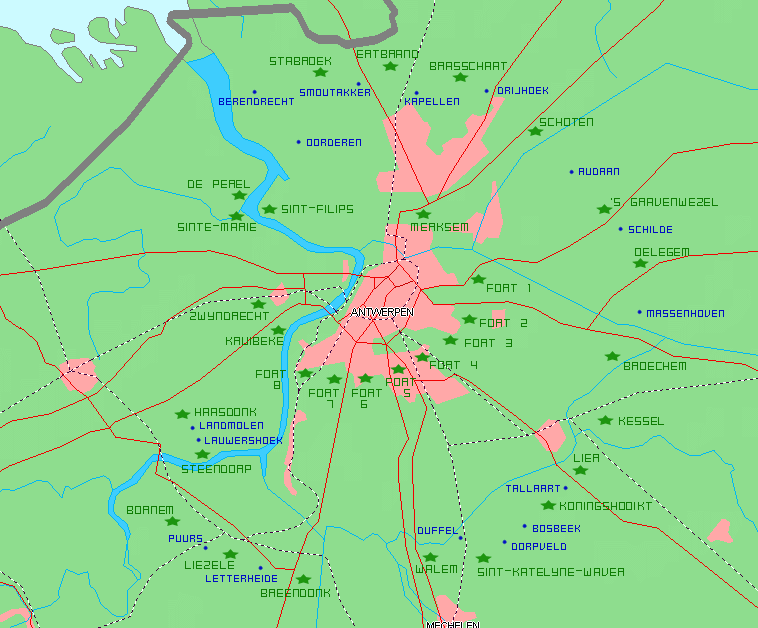
Fortificacions del Reducte Nacional de Bèlgica, Anvers

Es va formar un Estat Major el 1910, però el Chef d'État-Major Général de l'Armée (Cap d'Estat Major General de l'Exèrcit) el tinent general Harry Jungbluth es va retirar el 30 de juny de 1912 i no se substitueix fins al maig de 1914 pel tinent general Chevalier de Selliers de Moranville que va començar a planejar la concentració de l'exèrcit i es va reunir amb els funcionaris del ferrocarril el 29 de juliol.
Les tropes belgues es van concentrar al centre de Bèlgica, al Reducte Nacional de Bèlgica (en Anvers), preparades per a lluitar en qualsevol front, mentre que la posició fortificada de Lieja (PFL) i la posició fortificada de Namur (PFN) es van quedar per a assegurar la defensa de les fronteres. El Rei es convertia en Comandant en Cap en el cas de mobilització i era qui decidia on s'havia de concentrar l'exèrcit. Els soldats belgues, desorganitzats i mal entrenats, es van beneficiar amb aquest nou pla de rearmament d'una posició central que els permetia retardar el contacte amb un invasor, però també van ser necessàries unes fortificacions per a la defensa de la frontera. Una escola de pensament volia un retorn a un desplegament en línia en la frontera amb les teories franceses de l'ofensiva. Els plans belgues es van convertir en un compromís en què l'exèrcit de campanya es va concentrar darrere del riu Gete amb dues divisions d'avantguarda a Lieja i a Namur.

#### Alemanya. El pla Schlieffen–Moltke
L'estratègia alemanya havia donat prioritat a les operacions ofensives contra França i una postura defensiva contra Rússia des de 1891. La planificació alemanya estava determinada per la inferioritat numèrica, la velocitat de mobilització, i la concentració i l'efecte del gran augment de la potència de les armes modernes. S'esperava que els atacs frontals fossin costosos i prolongats, i que només portessin a un èxit limitat, sobretot després que els francesos i els russos haguessin modernitzat les seves fortificacions de la frontera amb Alemanya.

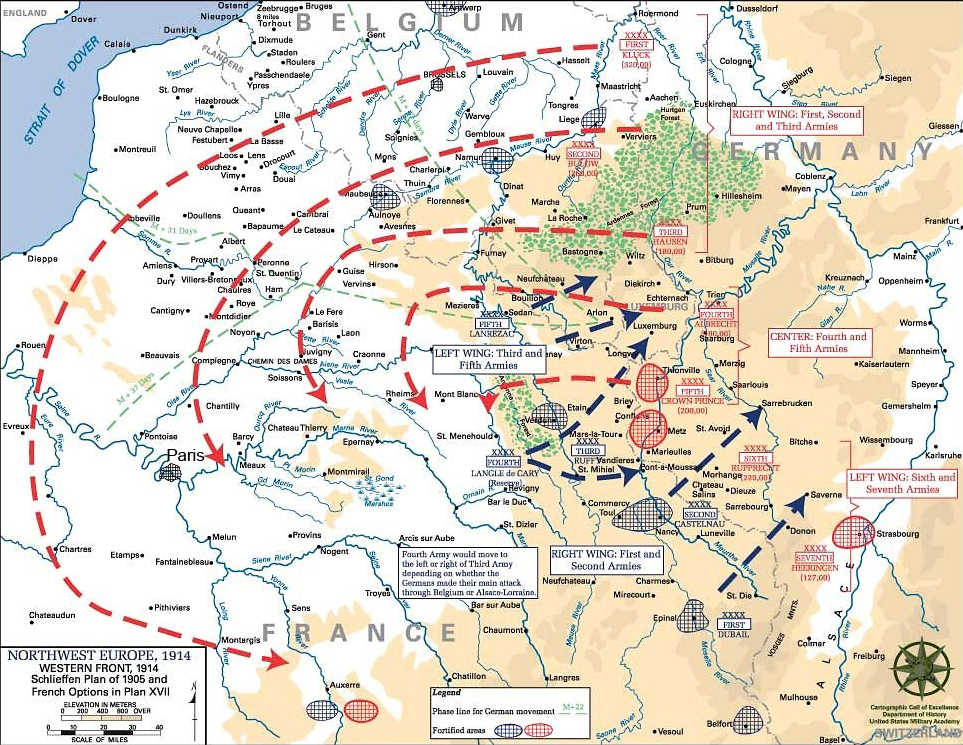
Pla Schlieffen

Alfred von Schlieffen, cap de l'Oberste Heeresleitung (OHL, Comandament Suprem de l'Exèrcit de l'Imperi Alemany) entre el 1891 i el 1906, va idear un pla (el Pla Schlieffen) per a evitar les fortificacions de la frontera francesa amb una ofensiva al flanc nord, on tindria una superioritat numèrica local amb què podria obtenir ràpidament una victòria decisiva. Entre el 1898 i 1899 es va planejar aquesta maniobra per a passar ràpidament a través de Bèlgica, entre Anvers i Namur, i poder amenaçar París des del nord.
Helmuth von Moltke el Jove va succeir a Schlieffen en 1906 i va creure que la resposta dels francesos no seria la que havien suposat els alemanys. Moltke va adaptar el pla de desplegament i de concentració per a realitzar un atac al centre o un atac envoltant des de dos flancs, mitjançant l'addició de divisions a la banda esquerra davant de la frontera francesa, on aproximadament 1.700.000 homes esperaven la mobilització de la Westheer (exèrcit de l'oest). La força principal alemanya seguiria avançant a través de Bèlgica per a atacar el sud de França, mentre que envoltarien els exèrcits francesos per la seva esquerra per deixar-los atrapats entre els rius Mosa, Aisne, Somme, Oise, Marne i el Sena, incapaços de retirar-se al centre de França. Els francesos serien aniquilats per la maniobra des del nord o es crearia les condicions per a la victòria en el centre o en Lorena, en la frontera comuna.

#### França. El pla XVII
Sota el Pla XVII, l'exèrcit francès en temps de pau estava format per cinc exèrcits de campanya, amb un grup de divisions de reserva assignat a cada exèrcit i un grup de divisions de reserva en cada flanc, que sumaven en total una força militar de 2.000.000 homes. Els exèrcits es concentraven davant de la frontera alemanya, al voltant d'Épinal, Nancy i Verdun-Mézières, amb un exèrcit de reserva prop de Sainte-Ménéhould i Commercy.

Mapa que mostra els moviments ofensius del Pla XVIII; en blau, l'exèrcit francès i les fortificacions franceses; en vermell, les fortificacions alemanyes

Des de 1871, la construcció de línies de ferrocarril va proporcionar als generals francesos setze línies en direcció la frontera alemanya, en contra de les tretze a disposició de l'exèrcit alemany, i els francesos es podien permetre el luxe d'esperar fins que les intencions alemanyes fossin clares. El desplegament francès tenia la intenció d'estar a punt per a una ofensiva alemanya en Lorena o través de Bèlgica.
Es va anticipar que els alemanys utilitzarien tropes de reserva, però també s'esperava que un gran exèrcit alemany es mobilitzés cap a la frontera amb Rússia, deixant a l'exèrcit occidental amb només les tropes suficients per a avançar a través de Bèlgica, al sud dels rius Mosa i el Sambre. La intel·ligència francesa havia obtingut un mapa de moviments de tropes de l'estat major alemany de 1905, en el qual les tropes alemanyes no anaven més al nord de Namur i es va assumir que els plans per a assetjar fortaleses belgues eren una mesura defensiva contra l'exèrcit belga. Es va anticipar un atac alemany des del sud-est de Bèlgica, cap a Mézières, i una possible ofensiva de Lorena cap a Verdun, Nancy i Saint-Dié; el Pla XVII va ser una evolució del Pla XVI i es va fer més previsible la possibilitat d'una ofensiva alemanya des del nord, a través de Bèlgica.
El 1r, 2n i 3r Exèrcits es van concentrar entre Épinal i Verdun, al davant d'Alsàcia i Lorena, el 5è Exèrcit es va desplegar de Montmédy fins a Sedan i Mézières, i el 4t Exèrcit es va retenir a l'oest de Verdun, a punt per a atacar el flanc sud d'una invasió alemanya a través de Bèlgica, o cap al sud contra el flanc nord d'un atac a través de Lorena.
No es va fer cap operació combinada amb la Força Expedicionària Britànica (BEF), però s'havien fet els acords conjunts i en 1911, durant l'incident d'Agadir, els francesos havien estat informats que sis divisions britàniques podien operar al voltant de Maubeuge.

## Preludi

### La diplomàcia entre el juny i l'agost de 1914
El 28 de juny, l'arxiduc austríac Francesc Ferran va ser assassinat.
El 5 de juliol, el Kaiser va prometre «tot el suport d'Alemanya» si Àustria-Hongria prengués mesures contra Sèrbia.
El 23 de juliol, el govern austrohongarès va enviar un ultimàtum a Sèrbia. L'endemà, el ministre d'Afers Exteriors britànic, Sir Edward Grey, va proposar una conferència per a evitar una guerra, i el govern belga va emetre una declaració dient que Bèlgica defensava la seva neutralitat «siguin quines siguin les conseqüències».
El 25 de juliol, el govern de Sèrbia va ordenar la mobilització.
El 26 de juliol, el govern austrohongarès va ordenar la mobilització parcial contra Sèrbia. Els governs de França i Itàlia van acceptar les propostes britàniques per a una conferència el 27 de juliol, però l'endemà, Àustria-Hongria va declarar la guerra a Sèrbia i el govern alemany va rebutjar la proposta britànica per a una conferència.
El 29 de juliol, el govern rus va ordenar la mobilització parcial contra Àustria-Hongria pel començament de les hostilitats entre Àustria-Hongria i Sèrbia. El govern alemany va fer propostes per a assegurar la neutralitat britànica; l'Almirallat va enviar un «telegrama d'advertència» a les seves flotes, i el Ministeri de Defensa va ordenar el «període de precaució».
El 30 de juliol, el govern britànic va rebutjar les propostes alemanyes de neutralitat britànica i l'endemà, els governs austrohongarès i rus van ordenar la mobilització completa.
A la mitjanit del 31 de juliol a l'1 d'agost, el govern alemany va enviar un ultimàtum a Rússia i va anunciar un estat de Kriegsgefahr (amenaça de guerra) durant el dia; el govern otomà va ordenar la mobilització i la Borsa de Londres va tancar.

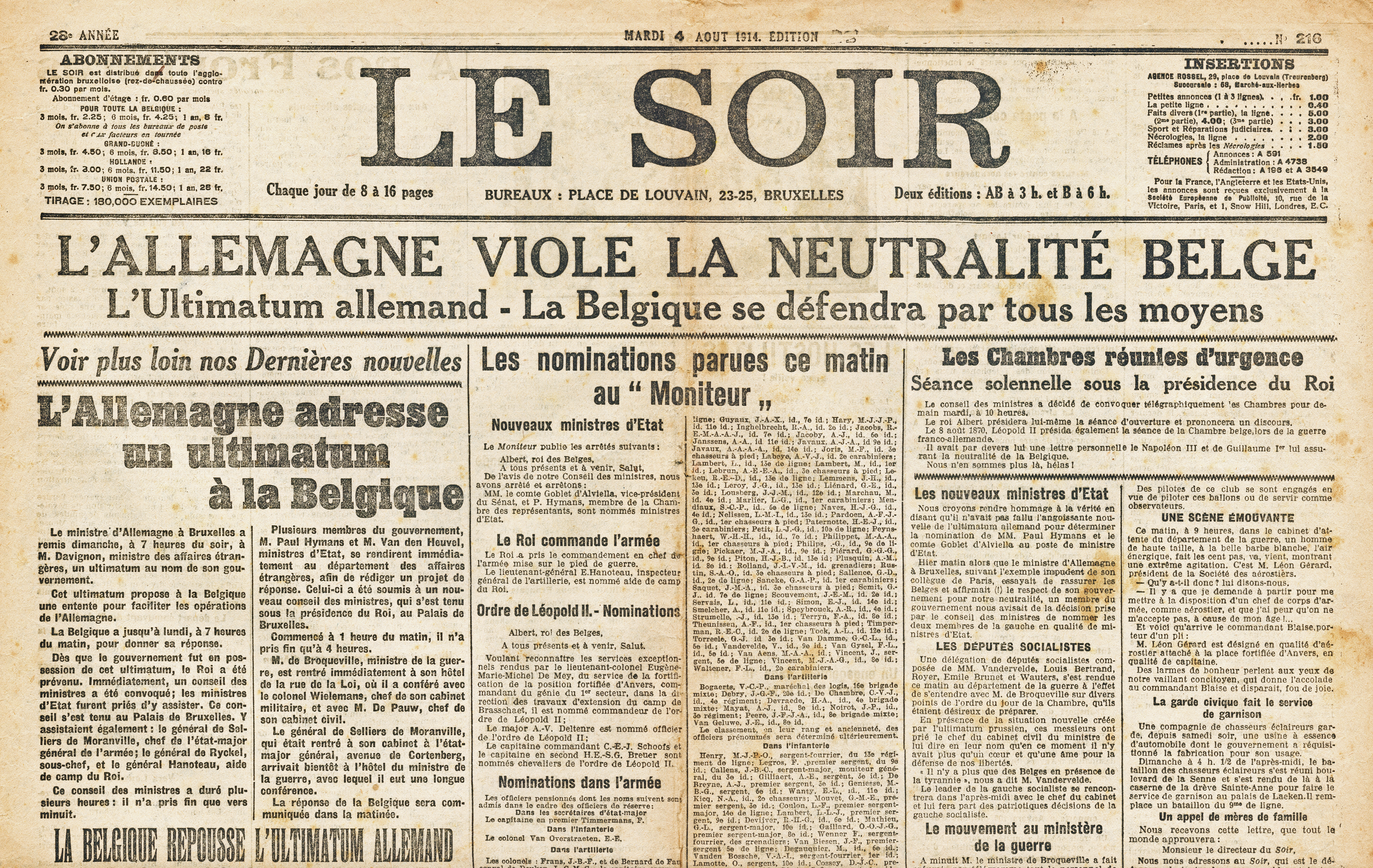
Portada del diari Le Soir, del 4 d'agost de 1914

L'1 d'agost, el govern britànic va ordenar la mobilització de la Royal Navy (marina de guerra). El govern alemany va ordenar la mobilització general i va declarar la guerra a Rússia. Van començar les hostilitats a la frontera polonesa i el govern francès va ordenar la mobilització general.
L'endemà, el govern alemany va enviar un ultimàtum a Bèlgica exigint-li el pas per territori belga, ja que les tropes alemanyes havien creuat la frontera de Luxemburg. Van començar les operacions militars a la frontera francesa, i Liepāja va ser bombardejada pel creuer alemany SMS Augsburg. El govern britànic va garantir la protecció naval de les costes franceses.
El 3 d'agost, el govern belga va rebutjar les demandes d'Alemanya i el govern britànic va garantir el suport militar a Bèlgica en el cas que fos envaïda per Alemanya. Alemanya va declarar la guerra a França i el govern britànic va ordenar la mobilització general. Itàlia va declarar la neutralitat.
El 4 d'agost, el govern britànic va enviar un ultimàtum a Alemanya i va declarar la guerra a Alemanya a la mitjanit del 4 al 5 agost (Hora Central Europea). Bèlgica va trencar relacions diplomàtiques amb Alemanya i Alemanya va declarar la guerra a Bèlgica. Les tropes alemanyes van travessar la frontera belga i van atacar Lieja.

### El front oriental

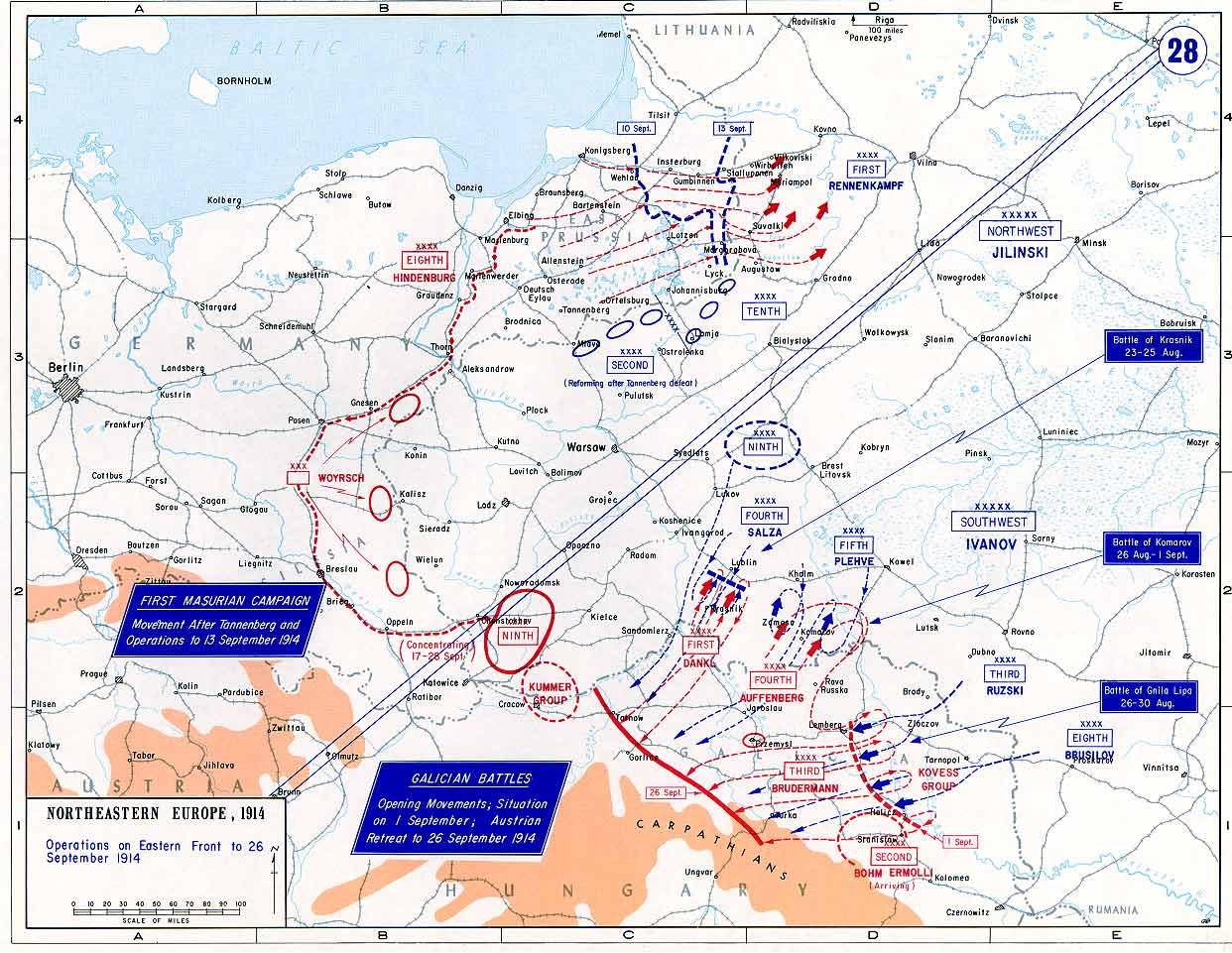
Front Oriental, 1914

El 28 de juliol, Àustria-Hongria va declarar la guerra a Sèrbia. L'1 d'agost van començar les operacions militars en la frontera polonesa. El 2 d'agost, un creuer alemany va bombardejar Liepāja. El 5 d'agost, Montenegro va declarar la guerra a Àustria-Hongria. El 6 d'agost, Àustria-Hongria va declarar la guerra a Rússia i Sèrbia va declarar la guerra a Alemanya. El 8 d'agost, va començar la guerra entre Montenegro i Alemanya. El 12 d'agost, l'Imperi Britànic i França van declarar la guerra a Àustria-Hongria, ja que les forces austrohongareses van travessar el riu Sava i van ocupar Shabatz.
L'endemà, les forces austrohongareses van travessar el riu Drina i va començar la primera invasió de Sèrbia. Va començar la batalla de Cer (o batalla de Jadar, 15-24 d'agost), i també es va dur a terme la batalla de Gumbinnen, a Prússia Oriental (19-20 d'agost). El 21 d'agost, les forces austrohongareses es van retirar de Sèrbia. A l'est de Prússia va començar la batalla de Tannenberg (26-30 d'agost), i en Polònia es van lliurar la campanya de Galítzia (26 d'agost - 11 setembre) i la batalla de Kraśnik (23-25 d'agost). Les forces sèrbies van recuperar Shabatz, i les últimes tropes austrohongareses es va retirar a través del Drina, posant fi a la primera invasió austrohongaresa de Sèrbia. En Polònia es van iniciar la batalla de Komarów (26 d'agost - 2 setembre) i la batalla de Gnila Lipa (26-30 d'agost). Prop de les illes Åland va tenir lloc una acció naval, i un creuer alemany, el SMS Magdeburg, va encallar i va ser interceptat per una esquadra russa.

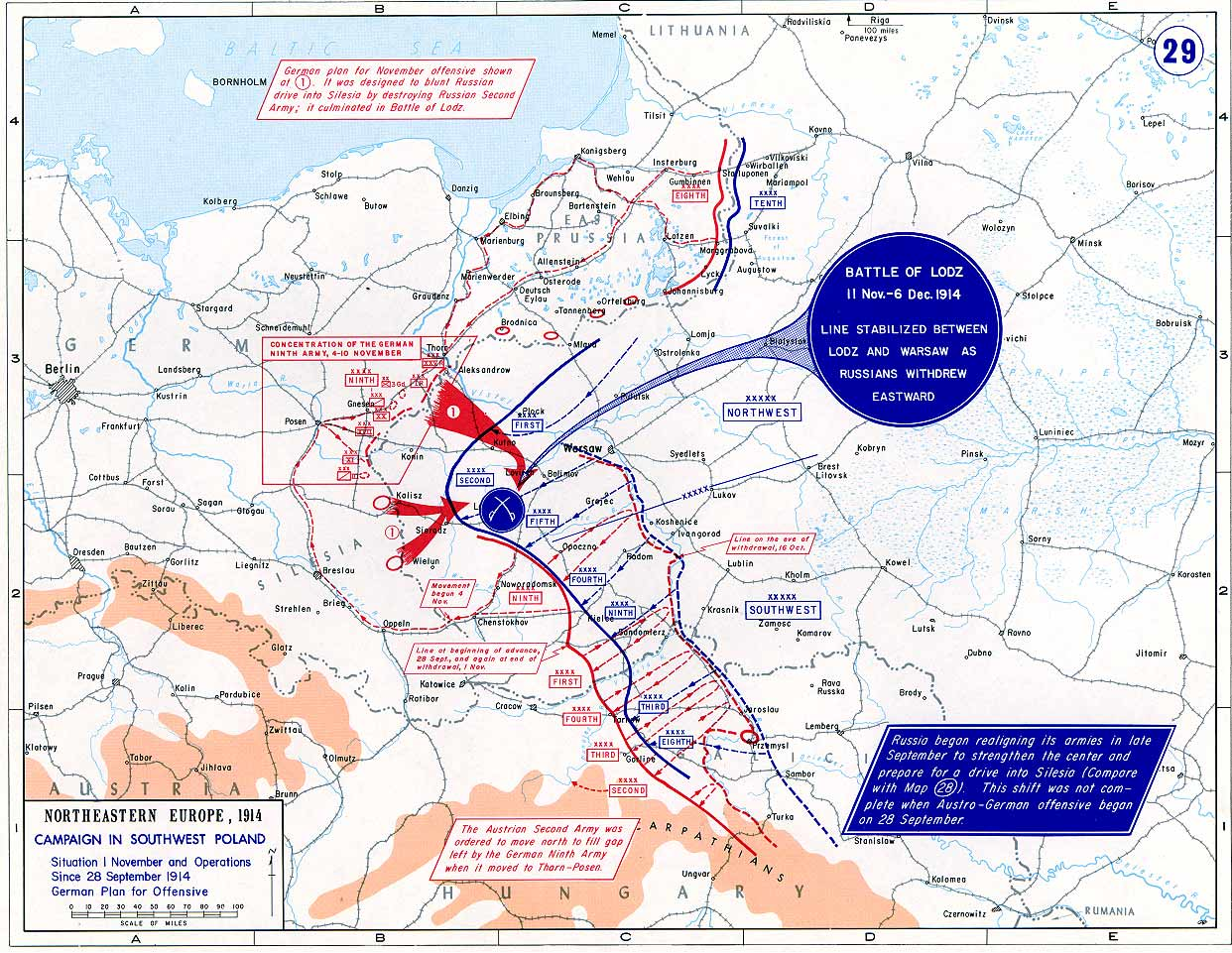
Silèsia, 1914

El 3 de setembre, l'exèrcit rus va capturar Lemberg, i en Galítsia va començar la batalla de Rawa (o batalla de Tarnavka, 7-9 de setembre). Va començar la primera batalla dels llacs Masurians (7-14 de setembre), i el 8 de setembre, l'exèrcit austrohongarès va començar la Segona Invasió de Sèrbia, que va portar a la batalla de Drina (6 de setembre - 4 d'octubre). Es va iniciar la segona batalla de Lemberg (8-11 de setembre), i a l'11 de setembre es van retirar les forces austrohongareses de Galítsia. La batalla dels llacs Masurians va acabar el 15 de setembre i Czernowitz (Bucovina), va ser presa per l'exèrcit rus. El 17 de setembre, es van retirar les forces sèrbies de Sirmia. Semlin va ser evacuada quan va finalitzar la batalla de Drina. L'endemà, el general Paul von Hindenburg va ser nomenat Ober Ost (Oberbefehlshaber der Deutschen gesamten Streitkräfte im Osten, el comandant en cap dels exèrcits alemanys en el teatre de l'est).
El 21 de setembre, l'exèrcit rus va ocupar Jarosław (Galítsia). El 24 de setembre, Przemyśl va ser aïllada per les forces russes, començant el primer setge que les forces russes van dur a terme durant la primera invasió del nord d'Hongria (24 de setembre - 8 d'octubre). Van començar les operacions militars al riu Neman (25-29 de setembre), però els atacs alemanys van ser suspesos el 29 de setembre. La retirada de les forces austrohongareses de Galítsia va acabar, i Maramaros-Sziget va ser capturada per l'exèrcit rus. Al 4 d'octubre, va començar una contraofensiva austrohongaresa en Galítsia, i es va recuperar Maramaros-Sziget. El 9 d'octubre, va començar la primera ofensiva alemanya contra Varsòvia, amb les batalles de Varsòvia (9-19 d'octubre) i Ivangorod (9- 20 d'octubre).

## Batalles

### Batalla de Lieja, 4–16 d'agost

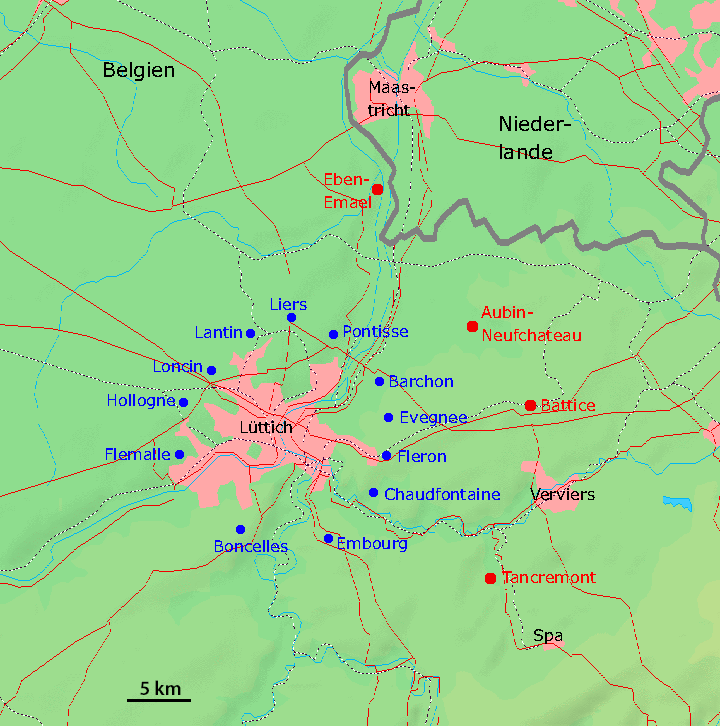
Posició fortificada de Lieja

La batalla de Lieja va ser el primer enfrontament de la invasió alemanya de Bèlgica i la primera batalla de la Primera Guerra Mundial. L'atac a la ciutat va començar el 5 d'agost de 1914 i va durar fins al 16 d'agost, quan l'última fortalesa es va rendir.
La invasió alemanya de Bèlgica va portar als britànics a declarar la guerra a Alemanya, i la durada del setge pot haver endarrerit la invasió alemanya de França per 4-5 dies. Els ferrocarrils que necessitaven els exèrcits alemanys a l'est de Bèlgica van quedar aturats durant la primera part del setge. El 1r, 2n i 3r Exèrcit alemany ja van quedar lliures al matí del 17 d'agost per a reprendre el seu avanç cap a la frontera francesa, però les forces franceses no van aparèixer al davant dels alemanys fins al 20 d'agost, en Namur. L'exèrcit de campanya belga es va retirar del riu Gete cap a Anvers entre el 18 i el 20 d'agost i Brussel·les va ser capturada sense oposició el 20 d'agost.
El setge de Lieja havia durat onze dies en lloc dels dos dies previstos pels alemanys. Durant divuit dies, la resistència belga de l'est del país va retardar les operacions alemanyes i va donar un avantatge a les forces franc-britàniques al nord de França i de Bèlgica.
En «Graf Schlieffen und der Weltkrieg» (El General Schlieffenn i la Guerra Mundial) (1921) Wolfgang Foerster va escriure que el calendari de desplegament alemany havia exigit als seus exèrcits a arribar a la línia de Thionville fins a Sedan i Mons durant la 22a jornada de mobilització (23 d'agost) i que es va aconseguir abans del previst.
El «Bulletin Belge des Sciences Militaires» (Butlletí Belga de Ciències Militars) (setembre de 1921) va confirmar un retard de quatre dies.
John Buchan va escriure que «el triomf va ser moral - un anunci al món que els antics fets del país i el deure encara podien alçar braç per a la batalla, i que l'ídol alemany, en tota la seva esplendor, tenia els peus de fang».

### Batalla d'Haelen, 12 d'agost
La batalla d'Haelen va ser lliurada per la cavalleria muntada i altres forces el 12 d'agost de 1914, entre les forces alemanyes (comandades per Georg von der Marwitz) i les forces belgues (comandades pel tinent general Léon de Witte).

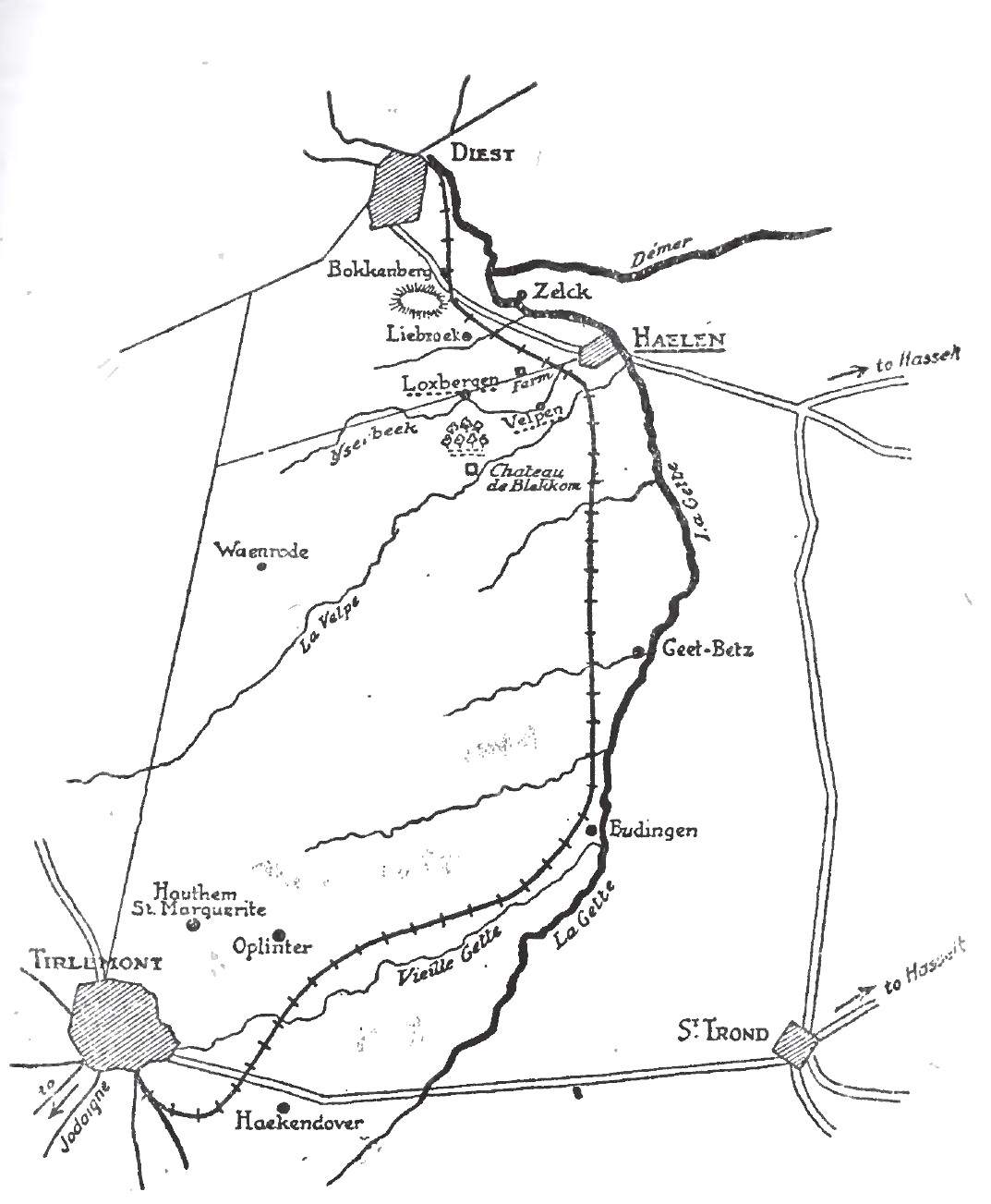
Operacions en Haelen, 1914

Una divisió de cavalleria belga va ser enviada a Haelen per a custodiar el pont sobre el riu Gete, per a bloquejar un avanç alemany cap a Hasselt i Diest. Durant una reunió nocturna, el personal de Witte va proposar de lluitar desmuntats en un intent d'anul·lar l'avantatge numèric alemany. Es van interceptar comunicacions i el quarter general belga va descobrir que els alemanys es dirigien ràpidament cap a Witte, i va enviar la 4a brigada d'infanteria per a reforçar la divisió de cavalleria.
La batalla va començar al voltant de les 8.00 a.m., quan un grup avançant d'exploradors alemanys d'Herk-de-Stad van ser atacats per les tropes belgues amb foc d'armes petites. Al voltant de 200 soldats belgues van intentar establir una posició fortificada a l'antiga fàbrica de cervesa d'Haelen, però van ser expulsats de l'edifici quan els alemanys van portar l'artilleria de campanya.
Els enginyers belgues van volar el pont sobre el riu Gete, però només es va esfondrar part de l'estructura, el que va deixar als alemanys l'oportunitat d'enviar al voltant de 1.000 homes al centre d'Haelen.
La línia principal de defensa belga estava a l'oest d'Haelen, en terrenys que van ser parcialment dominats pels alemanys. La captura relativament fàcil d'Haelen va fer que els alemanys es confiessin, i això va provocar diversos intents mal concebuts per a capturar la posició belga amb atacs amb sabre i llances. Cap al final del dia, els alemanys es van veure obligats a retirar-se cap a les seves principals columnes, a l'est d'Haelen.
La batalla va ser una victòria per a l'exèrcit belga, però va ser estratègicament indecisa.
Els alemanys van passar a assetjar les ciutats fortificades de Namur, Lieja i Anvers, que formaven la base del sistema defensiu de Bèlgica, destinat a retardar a un invasor fins que les tropes estrangeres poguessin intervenir d'acord amb el Tractat de Londres. Els alemanys van sofrir baixes de 150 morts, 600 ferits, 200-300 presoners i 400 cavalls. Les baixes belgues van ser de 160 morts i 320 ferits.

### El setge de Namur, 20–24 d'agost

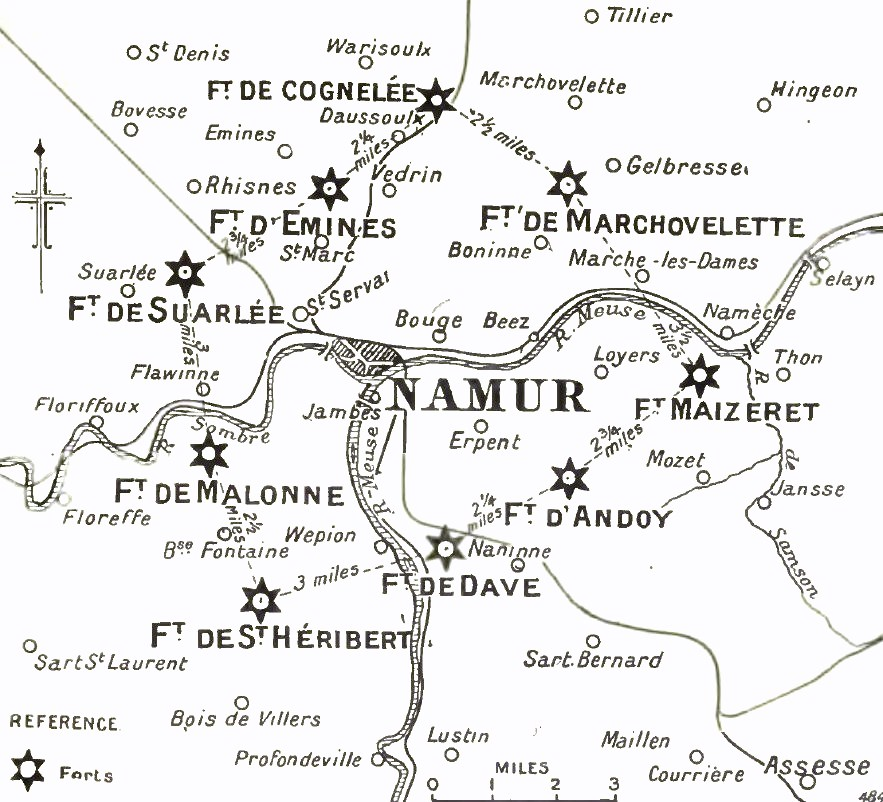
Posició Fortificada de Namur, 1914

Namur estava defensada per un anell de fortificacions modernes, coneguda com la Posició Fortificada de Namur (PFN) i vigilades per la 4a Divisió belga.
Quan el setge va començar el 20 d'agost, els alemanys van invertir les tàctiques utilitzades en Lieja; van esperar fins que el tren arribés de Lieja i van bombardejar els forts abans d'atacar amb la infanteria. Les tropes franceses que van ser enviades a alliberar la ciutat van ser derrotades en la batalla de Charleroi, i només uns pocs van aconseguir participar en els combats de Namur. Els forts van ser destruïts en el bombardeig i gran part de la 4a Divisió belga es va retirar cap al sud, i les tropes de les fortaleses belgues es van veure obligades a rendir-se el 24 d'agost.
Les tropes de la fortalesa belgues van poder retardar l'avanç alemany durant més dies dels que els alemanys havien previst, el que va permetre a Bèlgica i França de disposar de més temps per a mobilitzar. L'exèrcit belga va partir 15.000 baixes, dels quals 10.000 eren de la 4a Divisió, que es va traslladar a Le Havre i després per mar a Oostende el 27 d'agost, des d'on es va unir de nou amb l'exèrcit de campanya en Anvers.
Els autors de Der Weltkrieg, la història oficial alemanya, va registrar la captura de 6.700 presoners belgues i francesos, la captura de 12 canons de campanya i una pèrdua de 900 baixes alemanyes, dels quals 300 van ser morts.

### Batalles de Charleroi i Mons, 21–23 d'agost

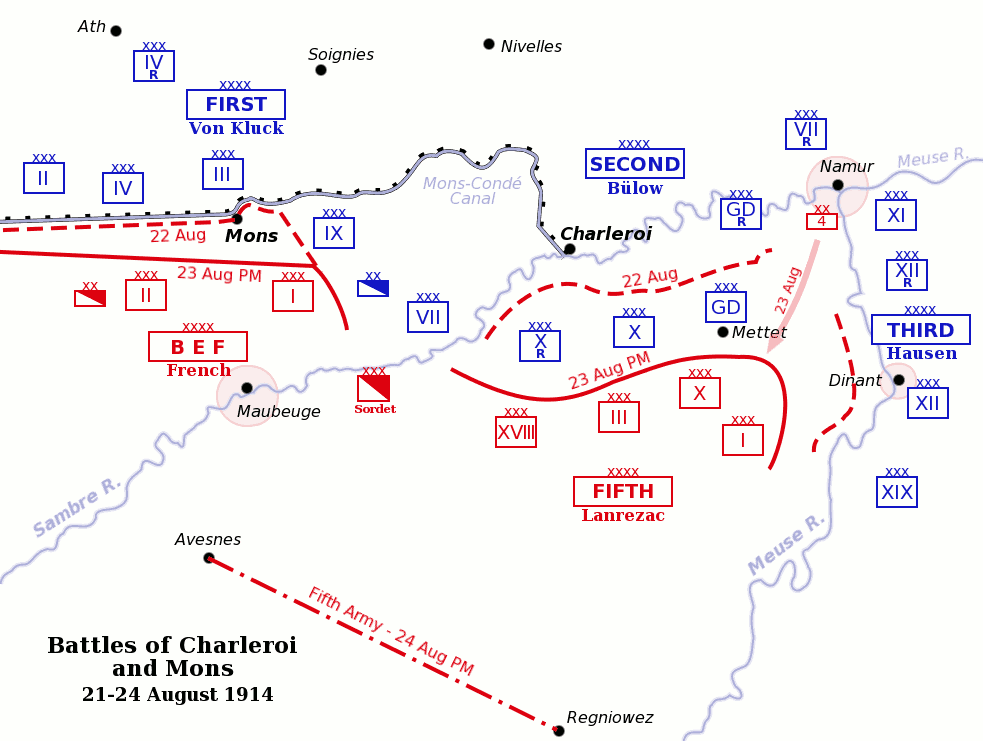
Batalla de Charleroi

La batalla de Charleroi es va lliurar el 21 d'agost de 1914, entre les forces franceses i alemanyes, i va ser part de la batalla de les fronteres. Els francesos estaven planejant un atac a través del riu Sambre, quan els alemanys van atacar i el 5è Exèrcit francès es va veure obligat a retirar-se, però l'exèrcit alemany els van envoltar i destruir.
Després d'una altra acció defensiva en la batalla de Guise, els francesos van ser empesos fins a pocs quilòmetres de París.
Els britànics van tractar de mantenir la línia del Canal de Mons-Condé, en el flanc esquerre del 5è Exèrcit francès, que estava sent atacat pel 1r Exèrcit alemany, i van infligir baixes desproporcionades, abans de retirar-se quan algunes unitats van ser derrotades. Després dels combats, 5è Exèrcit francès del flanc dret es va retirar cap a l'est, a Charleroi. Els aliats van tenir èxit tàctic en Mons; les tropes britàniques van resistir al 1r Exèrcit alemany durant 48 hores i va impedir que el 5è Exèrcit francès fos envoltat, i després es van retirar en bon ordre.
Per als alemanys, la batalla va ser una derrota tàctica i un èxit estratègic. El 1r Exèrcit es va retardar i va patir moltes baixes, però van poder creuar el canal de Mons-Condé i va començar a avançar cap a França.

### Setge d'Anvers, 28 de setembre – 10 d'octubre

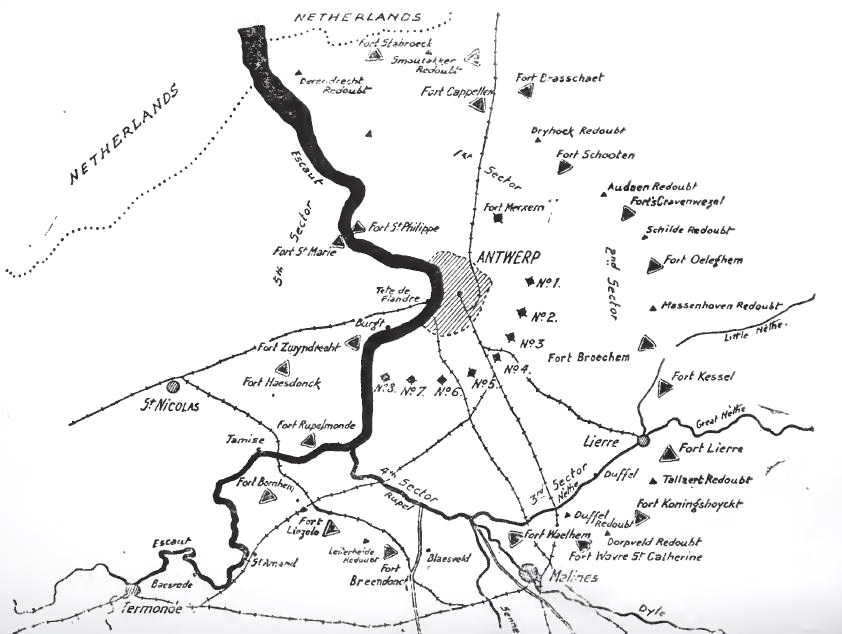
Defenses d'Anvers, 1914

El setge al voltant de la ciutat fortificada d'Anvers es va realitzar al principi de la Primera Guerra Mundial. Les tropes alemanyes va assetjar a una guarnició de tropes belgues de les fortaleses, a l'exèrcit de campanya belga i a la British Royal Naval Division, després de la invasió alemanya de Bèlgica a l'agost de 1914.
La ciutat estava envoltada per forts coneguts com el reducte Nacional, que van ser atacats des del sud i est per les forces alemanyes. Els alemanys van començar amb un bombardeig de les fortificacions belgues amb artilleria pesant i súper pesada el 28 de setembre. La guarnició belga no tenia cap esperança de victòria sense un relleu i, malgrat l'arribada de la Royal Naval Division al 3 d'octubre, els alemanys van poder penetrar l'anell exterior de forts.
Quan l'avanç alemany va començar a estrènyer un corredor que anava des de l'oest de la ciutat fins al llarg de la frontera holandesa fins a la costa, a través del qual els belgues d'Anvers havien mantingut contacte amb la resta de la Bèlgica desocupada, l'exèrcit de campanya belga va iniciar una retirada cap a l'oest, cap a la costa. El 9 d'octubre, la guarnició restant es va rendir i els alemanys van ocupar la ciutat. Algunes tropes britàniques i belgues van escapar cap al nord dels Països Baixos, però van ser capturats i van romandre presoners fins al final de la guerra.
En Anvers, l'exèrcit alemany va capturar intactes una gran quantitat de municions i moltes de les 2.500 armes. Els 80.000 homes supervivents de l'exèrcit de campanya belga van escapar cap a l'oest, amb la major part de la Royal Naval Division. Les baixes britàniques van ser de 57 morts, 138 ferits, 1.479 presoners i 936 capturats.
Les operacions per a salvar Anvers van fracassar, però van detenir a les tropes alemanyes quan eren necessàries per a les operacions contra Ieper i la costa. Els alemanys van capturar Oostende i Zeebrugge sense trobar oposició. Les tropes d'Anvers es van situar al llarg del riu IJzer i van lluitar en la batalla d'IJzer, que va frustrar l'intent final alemany per a girar cap al flanc nord dels aliats.

### Operacions perifèriques, agost–octubre

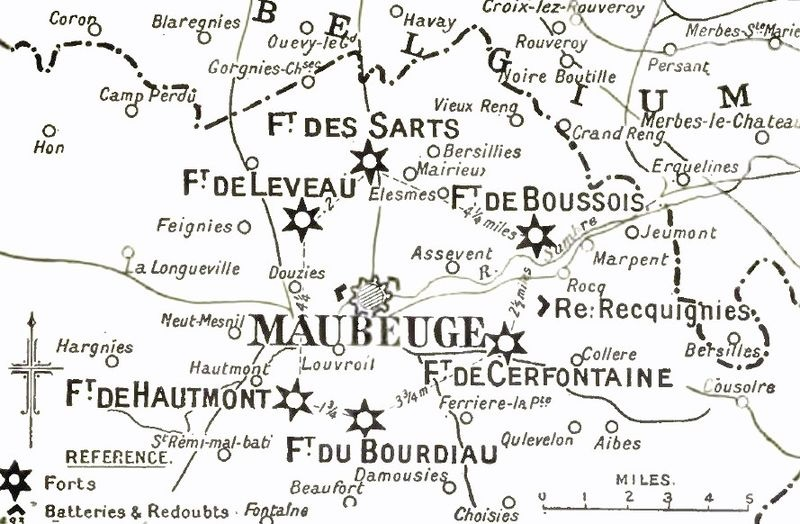
Zona de les fortaleses de Maubeuge, 1914

La resistència belga i la por alemanya pels francs-tireurs (franctiradors), van portar als alemanys a posar en pràctica una política de Schrecklichkeit («horror») contra la població civil belga poc després de la invasió, en la qual es van dur a terme massacres, execucions, presa d'ostatges i la crema de ciutats i pobles, i que es va conèixer com la «violació de Bèlgica».
Després de la batalla del Sambre, el 5è Exèrcit francès i el BEF es van retirar. El 25 d'agost, el general Fournier va rebre l'ordre de defensar Maubeuge, que va quedar envoltada el 27 d'agost pel VII Cos de Reserva, formada per dues divisions i que va rebre algunes de les peces d'artilleria súper pesada alemanya, que es van portar per als setges en Bèlgica. Maubeuge estava defensada per catorze forts, amb una guarnició de 30.000 francesos de l'exèrcit territorial i 10.000 francesos, britànics i belgues endarrerits, i es va bloquejar la principal línia ferroviària de Colònia-París. Només la línia de Trèveris a Lieja, Brussel·les, Valenciennes i Cambrai estava oberta, i es transportaven subministraments cap al sud per als exèrcits d'Aisne i tropes del 6è Exèrcit cap al nord. El 29 d'agost, els alemanys van començar el bombardeig dels forts al voltant de Maubeuge. El 5 de setembre, quatre dels forts van ser assaltats per la infanteria alemanya, creant una bretxa en les defenses. El 7 de setembre, la guarnició es va rendir. Els alemanys van fer 40.000 presoners i van capturar 377 armes de foc.
Després de la captura de Maubeuge, la línia de ferrocarril de Colònia-París va ser d'ús limitat entre Diedenhofen i Luxemburg, fins que es va reparar el pont de Namur.
La batalla del Marne va començar quan eren bombardejats els forts de Maubeuge, i van ser assaltats durant la batalla de l'Aisne. Una de les divisions del VII Cos de Reserva va arribar a temps per a unir-se al 7è Exèrcit alemany, que es va tancar una bretxa perillosa en la línia alemanya.
Mentre que el BEF i els exèrcits francesos van començar la gran retirada a França (24 d'agost - 28 de setembre), petits destacaments dels exèrcits belgues, francesos i britànics van dur a terme operacions contra la cavalleria alemanya i els Jäger.

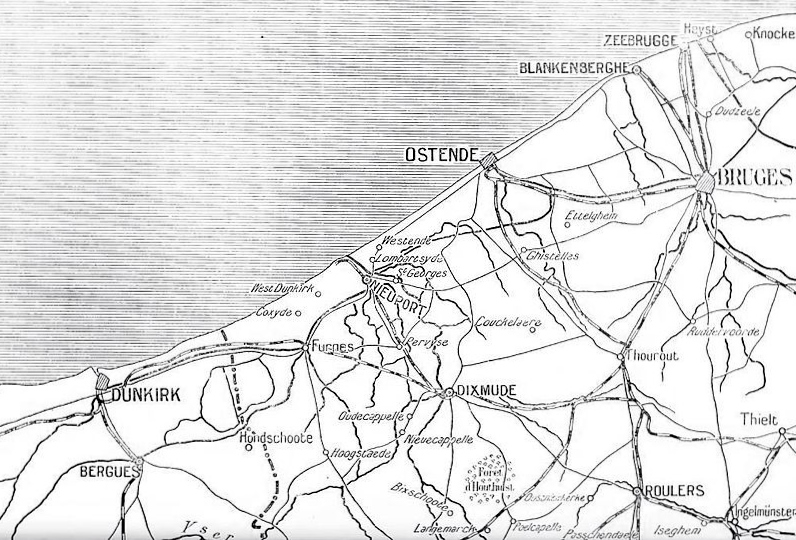
Litoral franco-belga, 1914

El 27 d'agost, una esquadrilla de la Royal Naval Air Service (RNAS) va volar cap a Oostende, per a realitzar sortides de reconeixement aeri entre Bruges, Gant i Ieper. Els infants de marina britànica van desembarcar a França el 19-20 de setembre i van començar l'exploració de la Bèlgica desocupada en automòbils; la RNAS va crear una secció d'automòbils blindats, creat amb vehicles reforçats amb acer a prova de bales.
El 2 d'octubre, la brigada de marina de la Royal Naval Division (Divisió Naval Real) es va traslladar a Anvers, seguida per la resta de la divisió el 6 d'octubre. Del 6 al 7 d'octubre, la 3a i 7a divisió de cavalleria van desembarcar a Zeebrugge, i les forces navals recollides en Dover van formar la Dover Patrol (Patrulla de Dover), per a operar al canal i a la costa francesa amb Bèlgica.

### La cursa cap al mar, 17 de setembre – 19 d'octubre

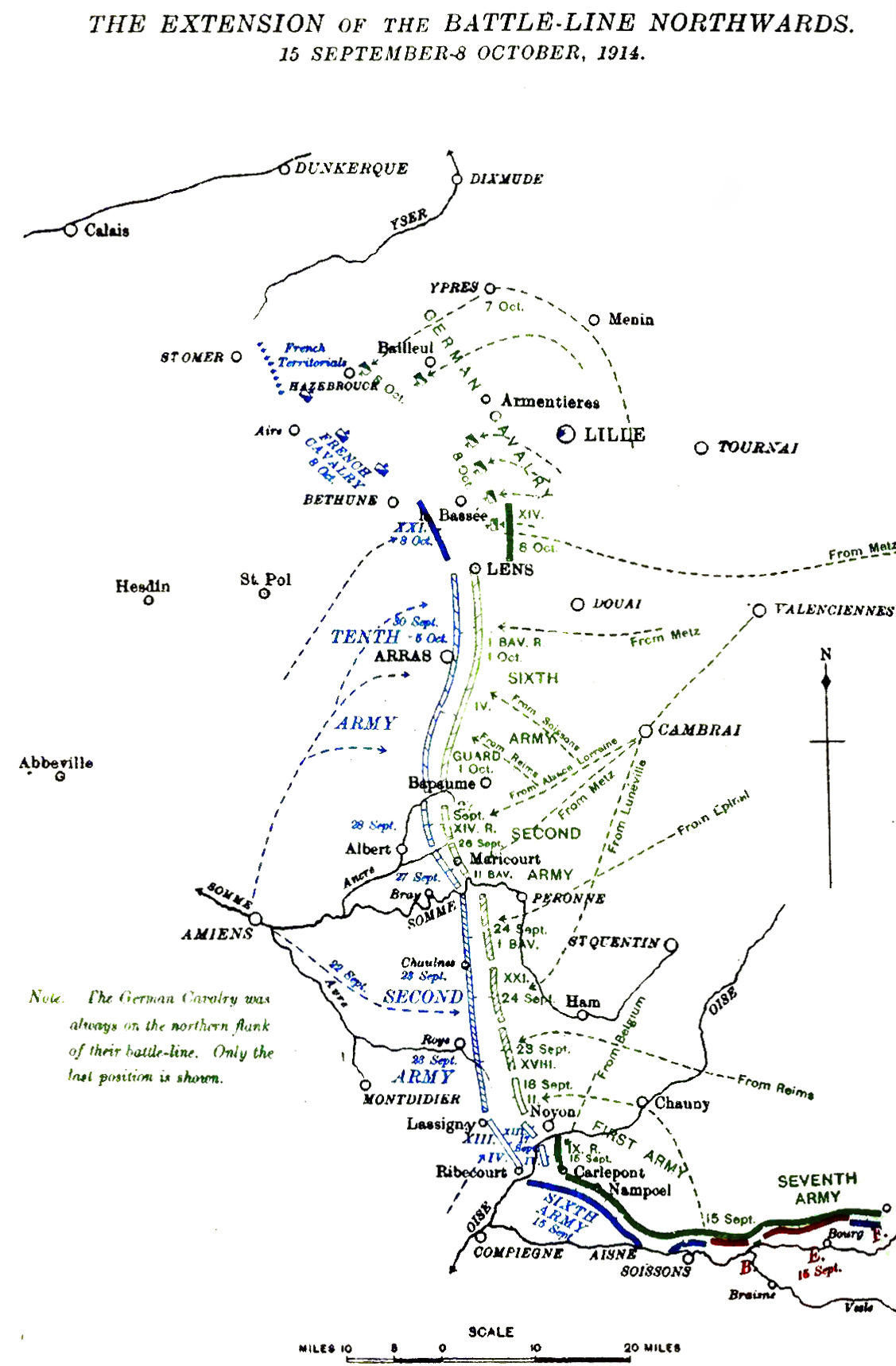
Moviments dels exèrcits francès i alemany, 15 de setembre – 8 d'octubre de 1914

La cursa cap al mar es va dur a terme aproximadament entre el 17 de setembre i el 19 d'octubre de 1914, després de la batalla de les fronteres (7 d'agost - 13 de setembre) i l'avanç alemany a França, que va ser detingut en la primera batalla del Marne (5- 12 de setembre), seguida per la primera batalla d'Aisne (13 - 28 setembre), una contra-ofensiva franco-britànica.
El terme descriu els intents recíprocs dels exèrcits francs-britànics i alemanys per a envoltar el flanc nord de l'exèrcit contrari a través de Picardia, Artois i Flandes, en lloc d'un intent d'avançar cap al nord fins al mar. Ambdós bàndols van traslladar les tropes des de la frontera franc-alemanya fins al flanc occidental per a evitar moviments envoltants de l'enemic, i posteriorment per a lluitar contra aquests moviments. En les batalles de Picardia i Albert a finals de setembre, el 2n Exèrcit francès i el 6è Exèrcit alemany van combatre al nord de l'Oise fins al Somme, però cap va ser capaç d'envoltar el flanc nord de l'enemic.
Els exèrcits francès i alemany es van traslladar des de l'est per a intentar flanquejar el nord, i el BEF va fer un moviment camuflat des del front de l'Ainé durant la nit de l'1 al 2 d'octubre i sense moure's durant el dia, enganyat els alemanys. El 8-9 d'octubre, el BEF va començar a reunir-se al voltant d'Abbeville, a punt per a començar una ofensiva a tot el flanc nord d'Alemanya, en direcció cap a les tropes belgues i aliades en Flandes. Es van veure frustrats els esforços de França i Alemanya per a flanquejar-se l'un a l'altre durant la batalla d'Arràs a principis d'octubre, i les batalles de la Bassée, Armentèries i Messines.
La «cursa» va acabar a la costa belga del mar del Nord al voltant del 19 d'octubre, quan l'última àrea oberta de Diksmuide al mar del Nord va ser ocupada per les tropes belgues, que s'havien retirat del setge d'Anvers (28 de setembre - 10 d'octubre). Els britànics van crear una línia de La Bassée fins a Passendale, els francesos de Passendale fins a Diksmuide, i l'exèrcit belga de Diksmuide fins a Nieuwpoort. Els intents d'atacs envoltants es van traduir en una sèrie de batalles de trobada, però cap dels dos va ser capaç d'obtenir una victòria decisiva.

### Batalla d'IJzer, 16 d'octubre – 2 de novembre

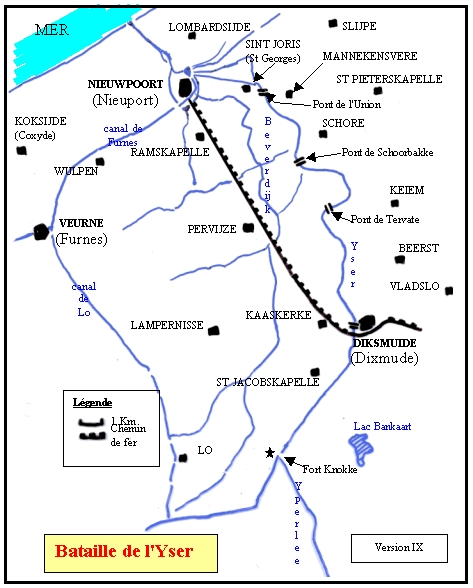
Front d'IJzer, 1914

La batalla de l'IJzer es va dur a terme a l'octubre de 1914, al llarg de 35 km del tram del riu IJzer i del canal Ieperlee, en Bèlgica.
El 15 d'octubre, 50.000 soldats belgues van acabar la seva retirada d'Anvers i es van establir entre Nieuwpoort i els Fusiliers Marins francesos de Diksmuide, marcant el final de la «cursa cap al mar». Ambdues parts van dur a terme ofensives, i quan els atacs per part del 10è Exèrcit i el BEF a Lille van ser derrotats a principis d'octubre, van ser enviats al nord més soldats francesos i van formar el Détachement d'Armée de Belgique (Destacament de l'exèrcit de Bèlgica), sota el comandament del general Victor d'Urbal.
Falkenhayn va crear un nou 4t Exèrcit del III Cos de Reserva, disponible des de la caiguda d'Anvers, i quatre nous cossos de reserva que havia estat formats en Alemanya a l'agost, però eren deficients en entrenament, armament, equip i comandaments. L'ofensiva del 4t Exèrcit al llarg de la costa de Saint-Omer, va començar amb les operacions contra els belgues per a portar-los de tornada cap a l'IJser.
El 16 d'octubre, el rei Albert va ordenar que els soldats que es retiressin fossin afusellats i que als oficials que desobeïssin l'ordre se'ls formaria un consell de guerra. L'exèrcit belga estava esgotat, l'aigua estava tan a prop de la superfície de terra que només es podien excavar trinxeres d'entre 0,30 i 0,61 m de profunditat, l'artilleria de campanya tenia poques municions i tenien les armes desgastades.
El 18 d'octubre va començar una ofensiva alemanya, i el 22 d'octubre ja havia guanyat un punt d'encreuament a través de l'IJzer en Tervate.
Al vespre del 23 d'octubre, els belgues van ser rebutjats de la vora del riu i l'endemà els alemanys tenien un cap de pont de 5 km d'ample. Es va utilitzar la 42a divisió francesa per a reforçar els belgues que havien ocupat de nou un terraplè per a la via del ferrocarril de Diksmuide a Nieuwpoort, que era d'1-2 metres sobre el nivell del mar.
Pel 26 d'octubre, la posició de l'exèrcit belga s'havia deteriorat fins al punt que es preveia una altra retirada. El rei Albert va rebutjar la retirada i es van obrir les comportes properes a Nieuwpoort per a començar la inundació de la plana costanera.
El 30 d'octubre, un atac alemany va creuar el terraplè del ferrocarril en Ramskapelle, però es van veure obligats a retrocedir durant un contraatac a última hora del 31 d'octubre. El 2 de novembre Diksmuide va ser capturada.

### Primera batalla d'Ieper, 19 d'octubre – 22 de novembre

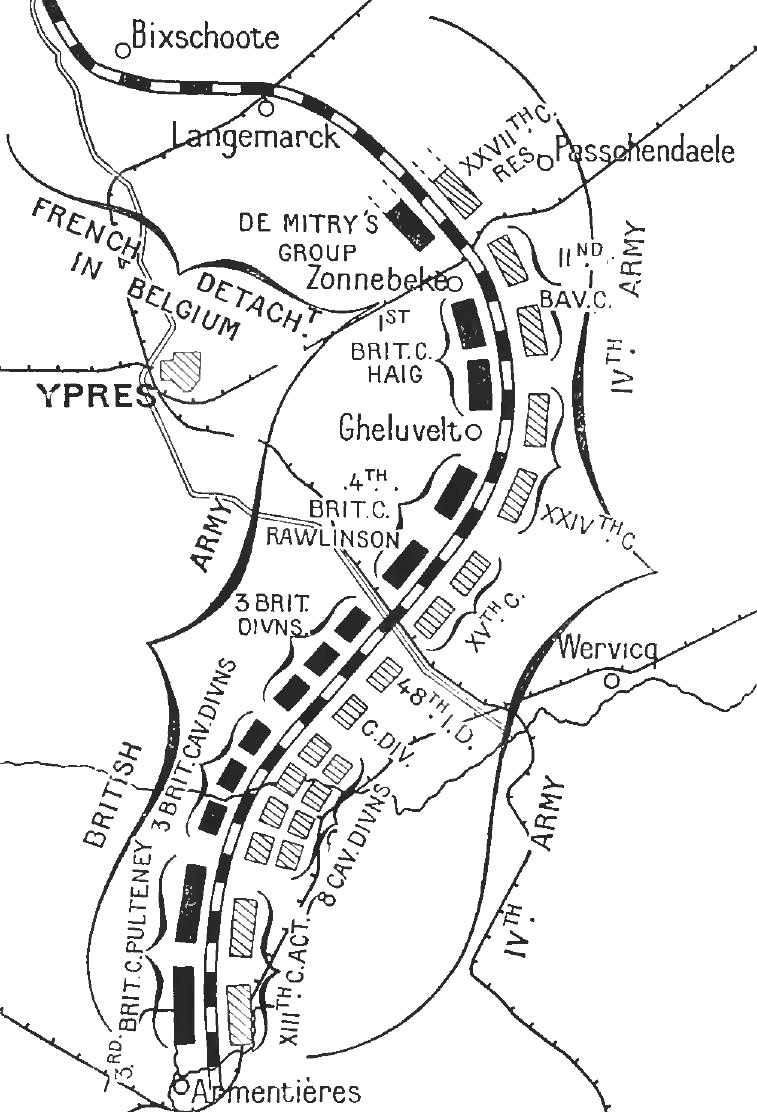
Enfrontament de les forces en Ieper, octubre de 1914

La Primera batalla d'Ieper (part de la Primera batalla de Flandes) va començar el 19 d'octubre amb els atacs simultanis del 4t i 6è Exèrcit alemany, al mateix temps que el BEF atacava Menen i Roeselare.
El 21 d'octubre, els atacs del 4t Cos de Reserva de l'Exèrcit van ser rebutjats en una batalla costosa. El 23-24 d'octubre, els alemanys van dur a terme atacs al nord; el 4t Exèrcit al riu IJzer i el 6è Exèrcit al sud. Els francesos van fer atacs junt amb el nou 8è Exèrcit sobre Roeselare i Torhout, que van desviar les tropes alemanyes de les posicions britàniques i belgues. Es va planejar un nou atac alemany on el 4t i 6è Exèrcit farien front a les tropes Aliades, mentre que una nova formació, l'Armeegruppe Fabeck (General Max von Fabeck) amb sis noves divisions i més de 250 canons de gran calibre es farien càrrec dels límits dels dos exèrcits alemanys per a atacar el nord-oest, entre Mesen i Geluveld.
Els alemanys van atacar el 29 d'octubre i van guanyar terreny a la carretera de Menen. L'endemà, els britànics van portar la cavalleria des de Zandvoorde i Hollebeke cap a una línia de 3 km d'Ieper. Tres batallons francesos alliberats de la part davantera de l'IJzer, per la inundació del terreny al voltant del riu, van ser enviats al sud. El 31 d'octubre, la defensa britànica a Geluveld va començar a esfondrar-se, fins que un batalló va contraatacar i van expulsar a les tropes alemanyes de la zona.
Els alemanys van atacar al sud de la carretera de Menen i van prendre petites àrees, però el pont de Messines va ser consolidat per la guarnició britànica i no va ser capturat. Pel 1 de novembre, el BEF era a prop d'esgotament i 75 dels 84 batallons d'infanteria tenien menys de 300; 1/3 de les seves forces inicials. El XIV Cos francès es va traslladar al nord del X Exèrcit i el IX Cos francès va atacar cap al sud, a prop de Beselare, el que va alleujar la pressió en ambdós flancs britànics. Els atacs alemanys van començar a disminuir el 3 de novembre; l'Armeegruppe Fabeck havia perdut 17.250 homes.
Estava prevista una ofensiva francesa per al 6 de novembre cap a Langemark i Mesen per a atacar amb força Ieper, però els alemanys van començar a atacar el 5 de novembre a la mateixa zona fins al 8 de novembre, i ho van fer de nou el 10-11 de novembre.
El 10 de novembre, el 4t Exèrcit va realitzar un atac principal entre Langemark i Diksmuide. L'endemà, cap al sud, els britànics van ser sotmesos a un bombardeig sense precedents entre Messines i Polygoonbos, i després un atac de la Guàrida Prussiana va trencar les posicions britàniques al llarg de la carretera de Menen abans de ser forçada a retrocedir pels contraatacs.
Des de mitjans d'octubre fins a principis de novembre, el IV Exèrcit alemany va perdre 52.000 homes i el VI Exèrcit va perdre 28.000.

## Conseqüències

### Anàlisi
Les estratègies ofensives de França i Alemanya van fracassar abans de novembre de 1914, deixant la major part de Bèlgica sota l'ocupació alemanya i als Aliats assetjats.
Al 26 d'agost de 1914 es va establir el Govern General de l'Imperi Alemany a Bèlgica (Kaiserliches Deutsches Generalgouvernement Belgien), sota el Mariscal de Camp Colmar von der Goltz com a governador militar. Goltz va ser succeït pel general Moritz von Bissing el 27 de novembre de 1914.

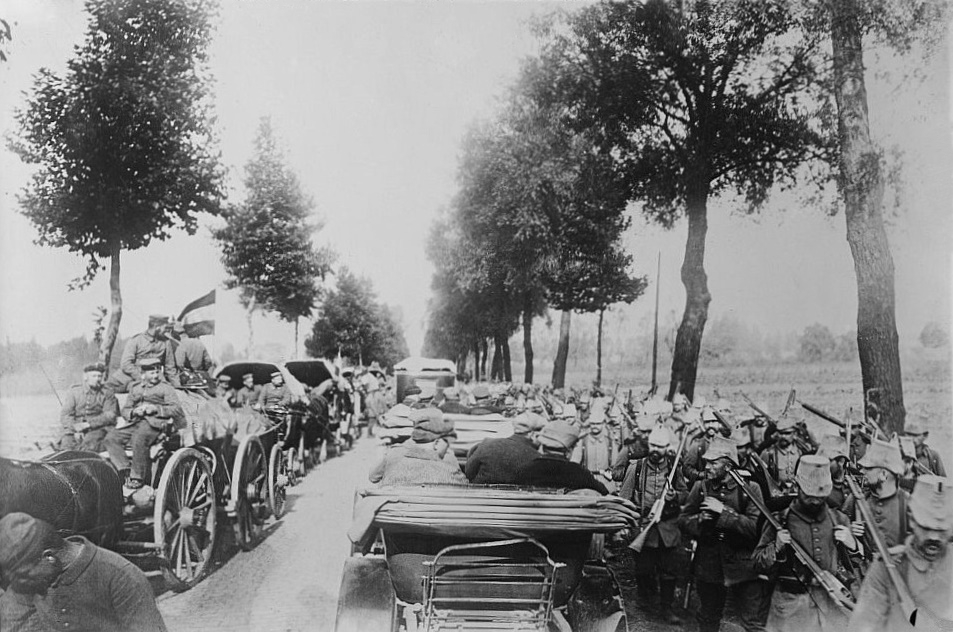
Tropes alemanyes en Bèlgica, 1914

Poc després del nomenament de Bissing, l'Oberste Heeresleitung (OHL, alt comandament) divideix Bèlgica en tres zones. La major part del país, que inclou la capital Brussel·les i l'interior del país, queda sota el control del Govern General. La segona zona, sota el domini del 4t Exèrcit, inclou Gant i Anvers. La tercera zona va quedar sota el domini de la Kaiserliche Marine (marina de guerra alemanya) i va incloure la costa belga. Les autoritats d'ocupació alemanyes van governar Bèlgica amb el sistema administratiu belga existent abans de la guerra, controlat per un petit grup d'oficials alemanys i funcionaris.
Els alemanys van utilitzar Bèlgica per a envair el nord de França i van provocar les derrotes franco-britàniques de Charleroi i Mons, seguit d'una ràpida retirada cap al Marne, on l'ofensiva alemanya es va aturar. Els intents dels dos bel·ligerants per a envoltar el flanc nord rival va portar als principals exèrcits cap al nord, on petits destacaments dels exèrcits alemanys van dur a terme setges i petites operacions contra les tropes belgues, britàniques i franceses.
Al finalitzar el setge d'Anvers, es van reprendre les operacions en la frontera occidental amb les batalles d'IJzer i Ieper, que van resultar molt costoses i amb un resultat indecís. Falkenhayn va intentar guanyar un èxit limitat després del fracàs de l'ofensiva d'octubre i es va proposar capturar Ieper i el Mont Kemmel, però fins i tot això va resultar més enllà de la capacitat del 4t i 6è Exèrcit.

### Les atrocitats
La situació dels països neutrals es va establir en la cinquena convenció de la Conferència de la Pau de la Haia de 1907, i va ser signada per Alemanya. El govern belga no va prohibir la resistència perquè no se'ls va permetre als bel·ligerants moure tropes o subministraments a través de territori neutral; l'article 5 era necessari per a prevenir la neutralitat, i l'article 10 preveia que la resistència d'un neutral no podia ser considerada com a hostil.

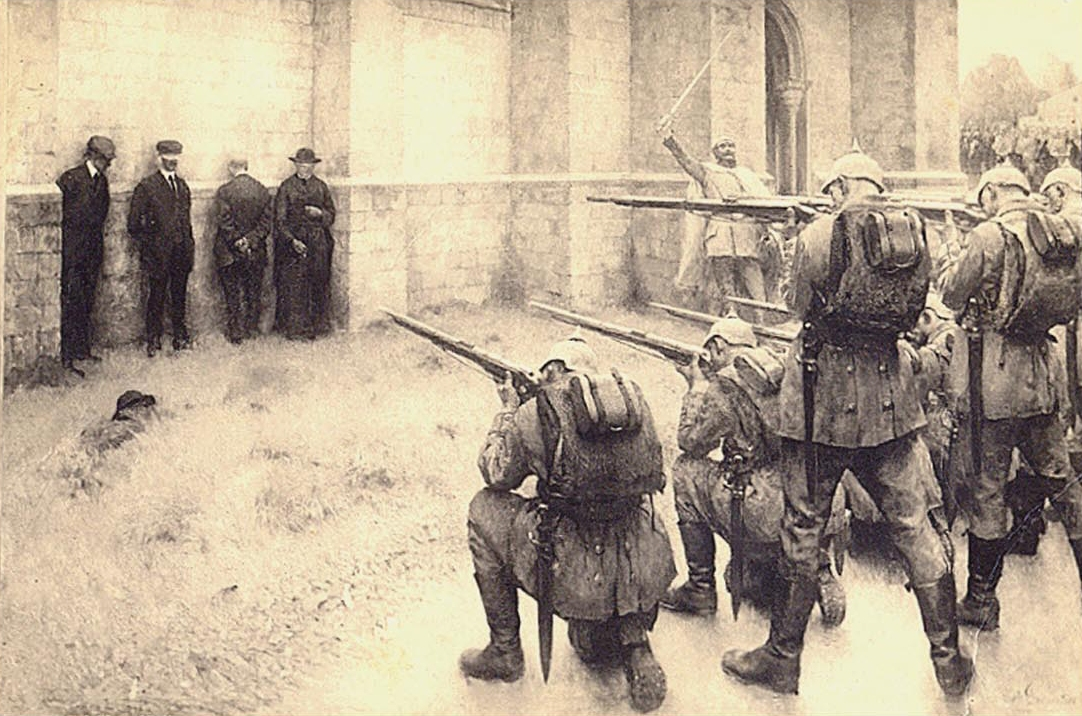
Representació de l'execució dels civils a Blegny, per Évariste Carpentier

A la ciutat de Herve, durant la nit del 4 d'agost, hi va haver trets, i uns dies més tard un periodista alemany va escriure que només 19 de les 500 cases seguien en peu.
Després de la derrota de les forces imperials de Napoleó III en la guerra francoprussiana (1870-1871), el Govern de Defensa Nacional francès va establir 58.000 tropes irregulars conegudes com a francs-tireurs (franctiradors), què van matar a 1.000 soldats alemanys i distreure a 120.000 efectius de les operacions sobre el terreny de la vigilància de les línies de comunicació. La rapidesa amb què les notícies de l'actuació en la guerra dels francs-tireurs van arribar a Alemanya, va donar lloc a sospites de confabulació, ja que els diaris van informar d'atrocitats contra soldats alemanys el 5 i el 8 d'agost. Les tropes que marxaven cap a la frontera germano-belga van comprar diaris que contenien detalls escabrosos de civils belgues lladres, una emboscada a les tropes alemanyes, profanació de cadàvers i enverinament de pous.
Per evitar retards i reduir al mínim els destacaments de guarnicions per a protegir les línies de comunicació, l'exèrcit alemany va recórrer al «Schrecklichkeit» (horror), per a terroritzar la població civil i sotmetre-la de forma ràpida. En algunes ocasions les atrocitats comeses per les tropes de primera línia es van produir durant l'enardiment del moment, però altres delictes van ser calculats i es van dur a terme dies després que lluita s'hagués traslladat a un altre lloc. La ciutat d'Andenne, a la vall de Mosa entre Namur i Lieja van morir 211 belgues i va ser cremada el 20 d'agost, després que els alemanys afirmessin que 110 persones els havien estat disparant. A Seilles, mig centenar de persones van morir. A Tamines, 384 civils van ser assassinats. Els civils neerlandesos van escoltar trets durant la nit del 23 d'agost provinents de Visé, al costat de la frontera, i al matí, 4.000 refugiats van travessar la frontera i van descriure els assassinats i el segrest de 700 homes i nens per a treballs forçats a Alemanya. A Namur van ser presos deu ostatges per carrer, i en altres llocs un per cada casa.

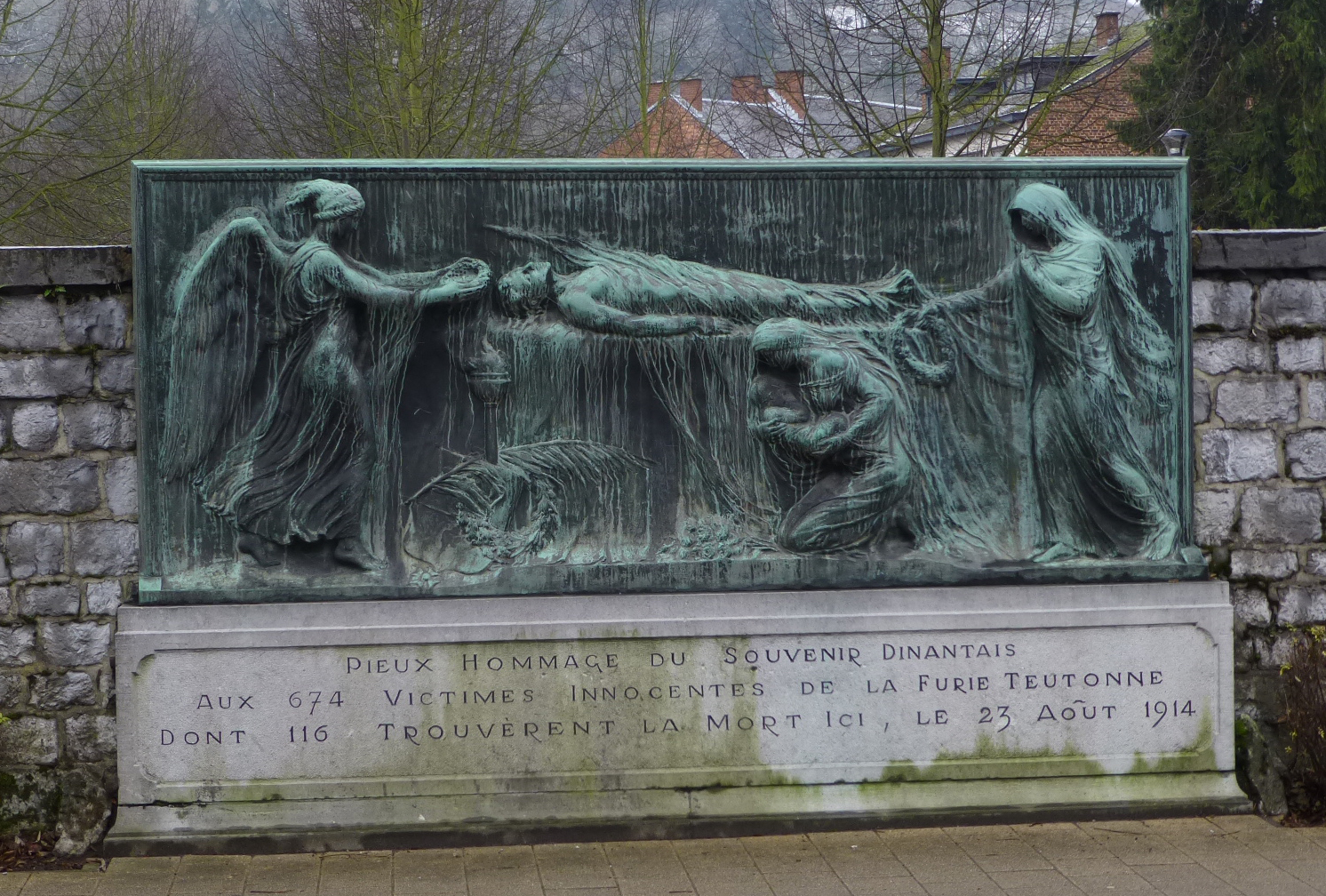
Monument a les 674 víctimes civils de Dinant, 23 d'agost de 1914

El 22 d'agost, els francesos es van retirar de Dinant i van destruir el pont. Les tropes alemanyes van voler reparar-lo, però segons el testimoni del general von Hausen, els civils belgues els van obstruir de forma ostensible. A la tarda, els alemanys van prendre uns centenars d'ostatges i els van alinear a la Plaça Major i afusellar-los. 612 homes, dones i nens van ser assassinats, i després van saquejar i cremar el centre de la ciutat. Horne i Kramer van calcular que van morir 670 civils a la ciutat.
El 19 d'agost, el 1r Exèrcit alemany va passar a través de Lovaina, seguit pel IX Cos de Reserva. El 25 d'agost, un atac belga des d'Anvers va fer retrocedir els llocs avançats alemanys i va causar confusió darrere de la línia del front.

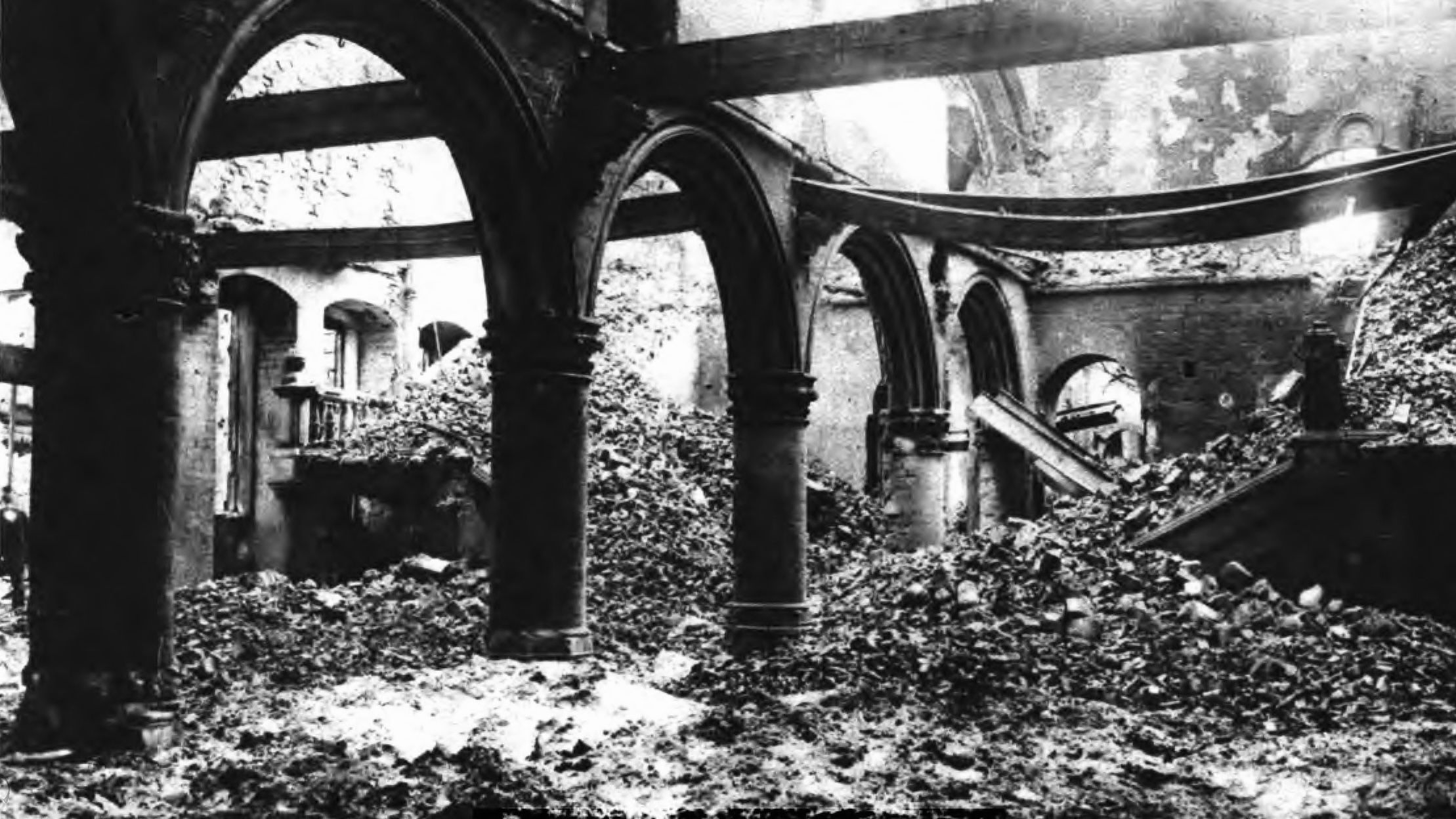
La biblioteca de la Universitat de Lovaina, cremada per les forces invasores

Un cavall va entrar a Lovaina durant la nit i va causar una estampida, que va fer entrar en pànic als sentinelles alemanys. Després d'aquest fet, el general von Lüttwitz, el governador militar de Brussel·les, va ordenar represàlies. Durant cinc dies, les tropes alemanyes van incendiar les cases i van disparar contra la població civil. Van morir 248 residents, els 10.000 supervivents van ser expulsats de la ciutat i més de 2.000 edificis van ser incendiats. Van quedar destruïts uns 300.000 llibres i manuscrits medievals de la Universitat. Es va saquejar grans quantitats de materials estratègics, productes alimentaris i equips industrials moderns, i es van transferir a Alemanya.
Del 5 d'agost al 21 d'octubre, les tropes alemanyes van cremar cases i van matar civils en tot l'est i el centre de Bèlgica, inclosos els crims a Aarschot (156 morts), Mechelen i Dendermonde, i des de Berneau (província de Lieja) fins a Esen (província de Flandes Occidental).
En 2007, Zuber cita els escrits de les atrocitats alemanyes fets per Schmitz i Newland (1924), Horne i Kramer (2001) i Zuckerman (2004), i va escriure que el 5 d'agost, el govern belga va armar a 100.000 civils com a «Garde Civique inactiva», que es van unir als 46.000 membres de la Garde Civique. Zuber va anomenar als membres inactius no entrenats «no uniformats», i als membres actius «mica millors». Zuber va escriure que no existeixen registres, que no hi ha evidència que la Garde Civique va ser entrenada, que tenia funcionaris o una cadena de comandament i que era un exèrcit de guerrilles en el millor cas. Zuber va escriure que el 18 d'agost, el govern belga va dissoldre la Garde Civique, però Horne i Kramer no van explicar l'eliminació de 146.000 armes de foc i van afirmar que cap dels antics membres de la Garde Civique va disparar contra els soldats alemanys. Zuber va citar una tradició popular que deia que un civil va matar a un oficial alemany a Bellefontaine, i va escriure que els alemanys van afusellar als civils belgues en represàlia pels atacs del francs-tireurs i que «els atacs dels francs-tireurs havien tingut lloc». Zuber també va escriure que no hi va haver represàlies alemanyes a les àrees flamenques de Bèlgica o a l'interior de França, on no hi va haver atacs dels francs-tireurs.